# Отечество (газета)
«Отечество» — еженедельная районная общественно-политическая газета, одна из старейших ныне существующих в Кировской области.
Выпускается КОГАУ «Издательский дом „Яранский“». Выходит каждый вторник, четверг и пятницу. Тираж составляет 3700—4200 экз.

## История

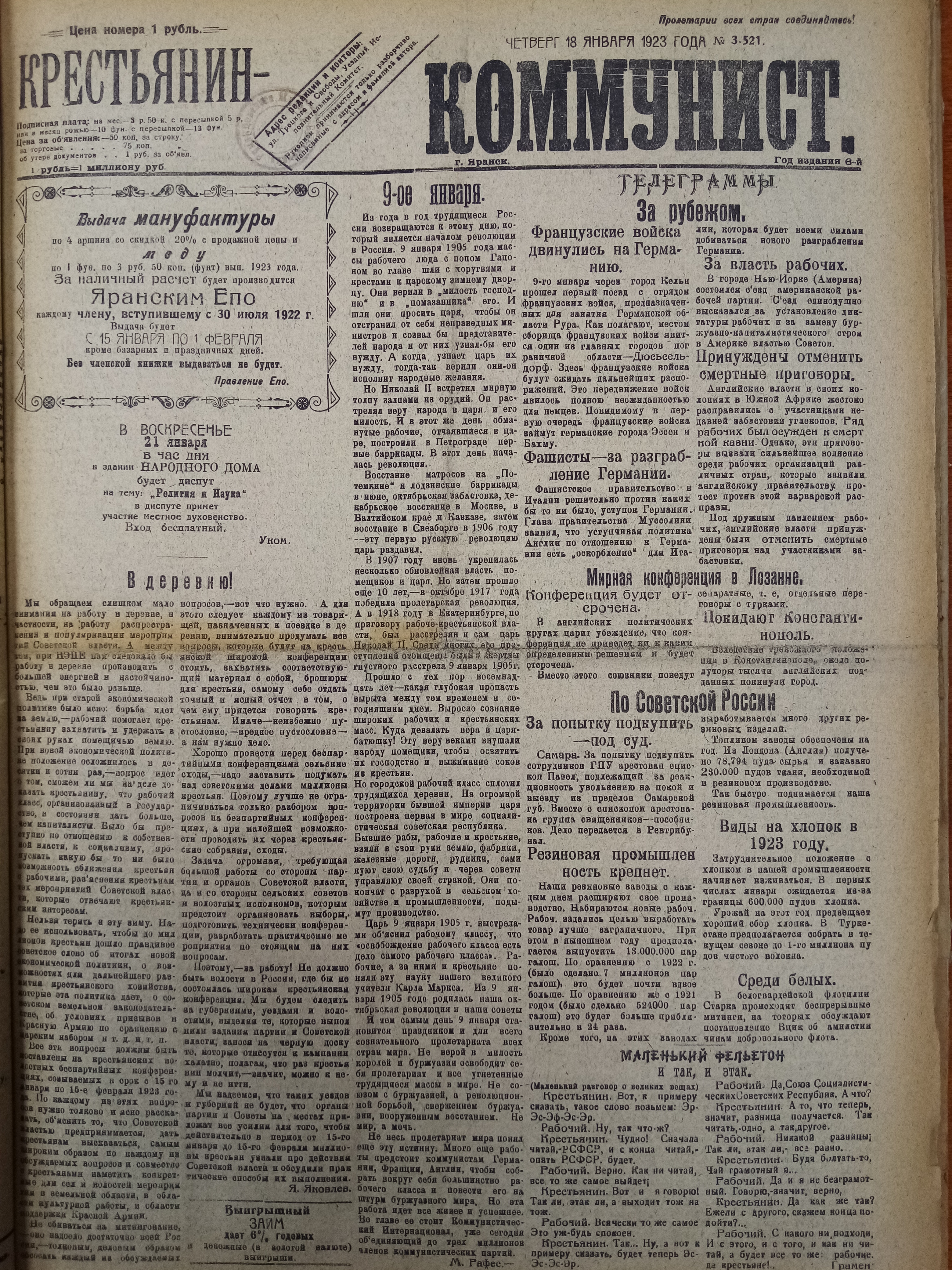
Первая страница газеты «Крестьянин-Коммунист» 1923 года издания

Газета основана 20 февраля 1918 года в Яранске под наименованием «Голос трудового народа». Она пришла на смену первой яранской газете — «Крестьянское слово», издававшейся Яранским уездным земством с 1 мая по 11 ноября 1917 года. В 1919 году была переименована в «Крестьянин-Коммунист». С 7 февраля 1925 года — «Деревенская жизнь». В 1929—1930 годах редакция газеты располагалась в Котельниче. В 1931 году редакция вернулась в Яранск, а издание преобразовано в газету «Яранский колхозник». В 1952—1991 годах носила название «Знамя коммунизма». С августа 1991 года и по настоящее время — «Отечество». Редакция и районная типография находятся в Яранске, в 2-этажном особняке купца Родыгина, являющегося объектом культурного наследия регионального значения.

## Главные редакторы
- Павел Фёдорович Костерин (1918)[4]

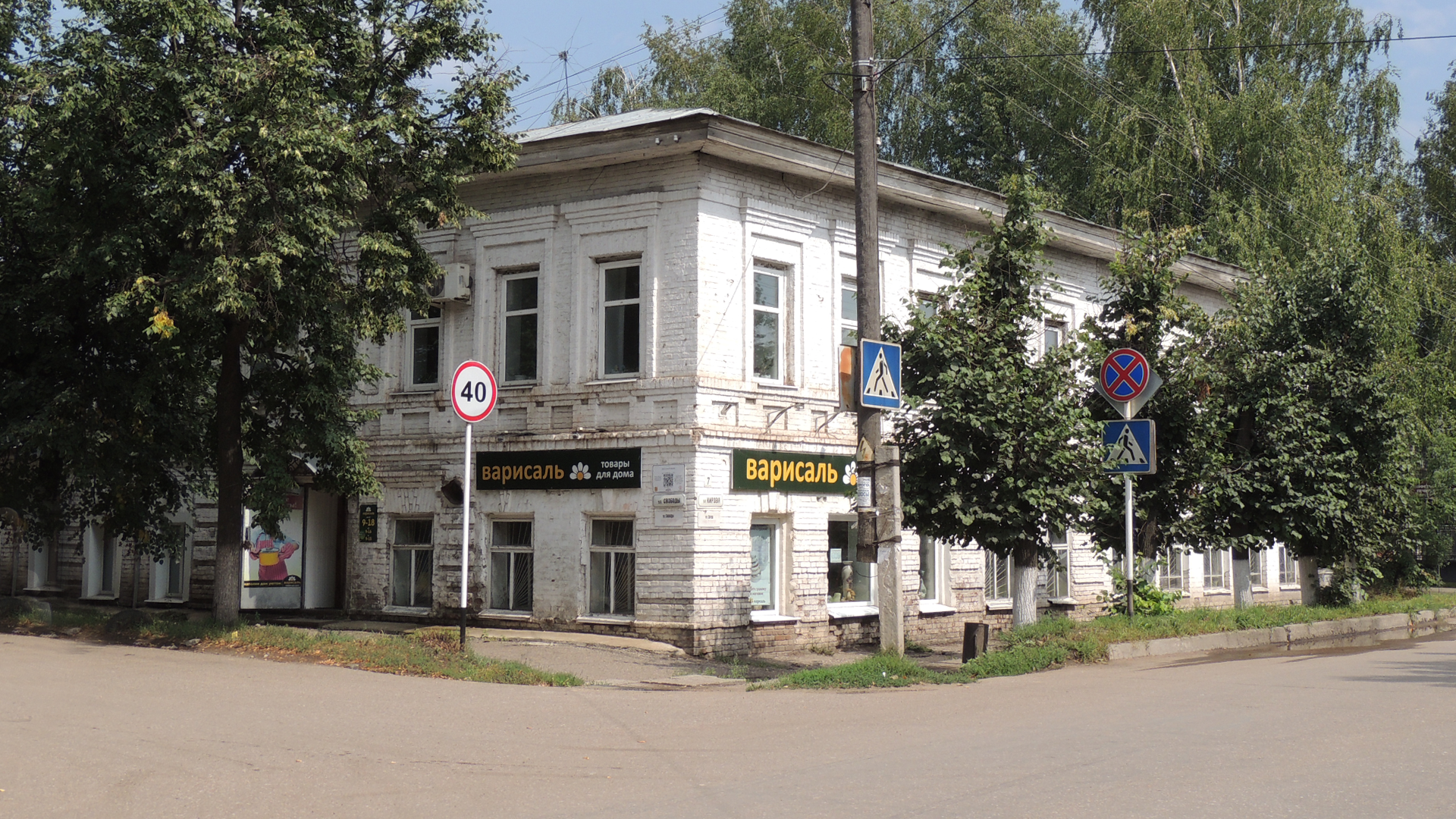
Особняк купца Родыгина в Яранске, где располагается редакция газеты

- Александр Михайлович Чупраков (1923—1925)
- И. И. Долгополов
- Н. С. Мансуров
- Борис Александрович Доронин
- Михаил Степанович Сучков
- Д. Шибанов
- И. Ф. Кощеев
- Криницина (с 1943)[5]
- Леонид Варсанофьевич Кобылкин (1980—1990), член Союза журналистов РСФСР, заслуженный работник культуры РСФСР
- Владимир Григорьевич Сырчин (1990—2000-е)
- Владимир Анатольевич Ваганов (2015—после 2020)[6]
- Александр Витальевич Денисов

## Темы
- Политика
- Экономика
- Общество
- Культура
- Спорт
- Советы потребителю
- Образование
- Семья, детство
- Глубинка
- Закон и порядок
- Здоровье